# Asia Centrală

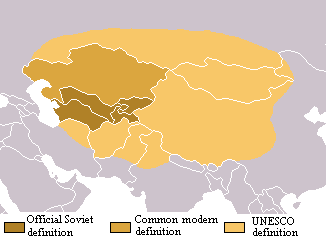
Hartă a Asia Centrală în care sunt prezentate trei posibile graniţe geografice ale acestei regiuni.

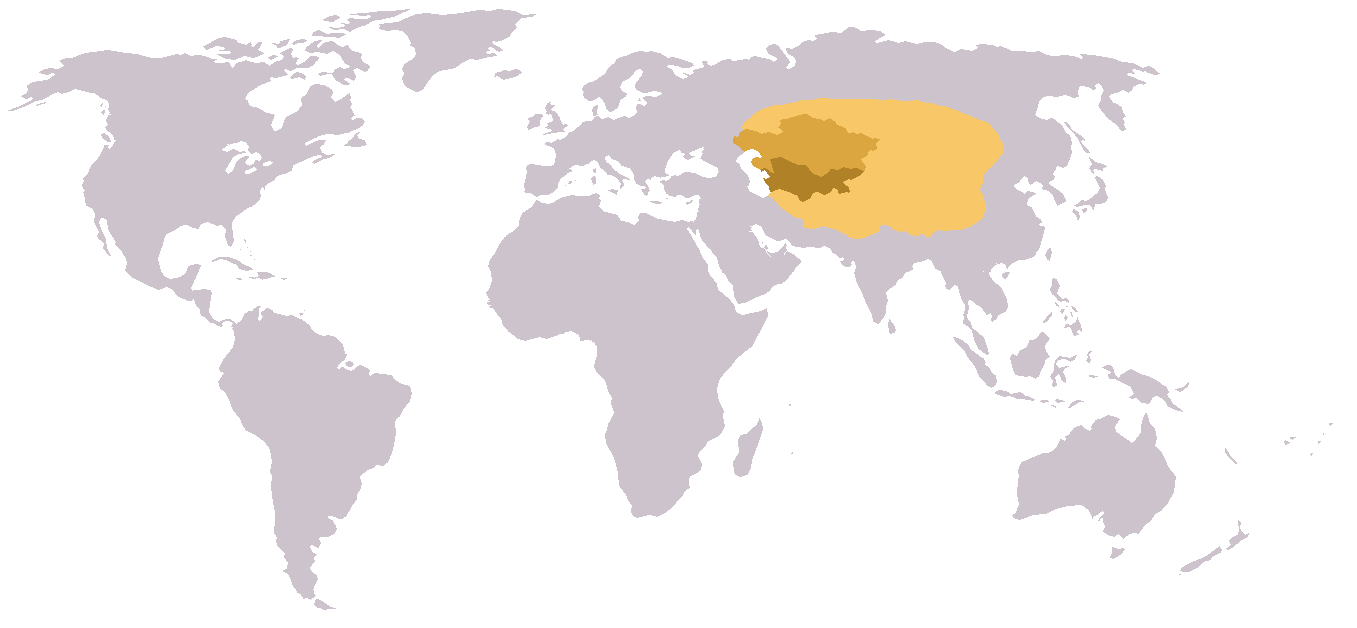
Asia Centrală localizată pe harta lumii.

Asia Centrală (în limba rusă: Среднaя Азия (Asia Mijlocie) sau Центральная Азия Asia Centrală; limba chineză: 中亚; limba arabă: ﺔﻄﻮﺳﻠﺍ ﺎﺴﻴﺁ ) este o subregiune continentală a Asiei. În ciuda numeroaselor definiții, nici una nu este acceptată fără rezerve de toată lumea. În ciuda oricăror variații, există în toate cazurile anumite caracteristici comune. Asia Centrală este strâns legată de Drumul Mătăsii și de istoria popoarelor nomade. În acest fel, Asia Centrală a fost puntea de legătură dintre Europa, Orientul Mijlociu, Asia de Sud și Asia de Est. În condițiile în care se vorbește despre continentul euroasiatic , această regiune mai este denumită și Asia Mijlocie, sau Asia Interioară. În unele cazuri, Asia Centrală este denumită și Turkestan.  
Acceptată de cea mai mare parte a specialiștilor este următoarea componență a regiunii: 
- Republicile central asiatice (Kazahstan, Kîrgîzstan, Tadjikistan, Turkmenistan, Uzbekistan);
- Mongolia
- Regiunile chinezești Tibet, Qinghai și Xinjiang.